# Eumenes crucifera
Eumenes crucifera är en stekelart som beskrevs av Prov. 1888. Eumenes crucifera ingår i släktet krukmakargetingar, och familjen Eumenidae.

## Underarter
Arten delas in i följande underarter:
- E. c. bolliformis
- E. c. flavitinctus
- E. c. nearcticus
- E. c. stricklandi